# Żywoty najsławniejszych malarzy, rzeźbiarzy i architektów

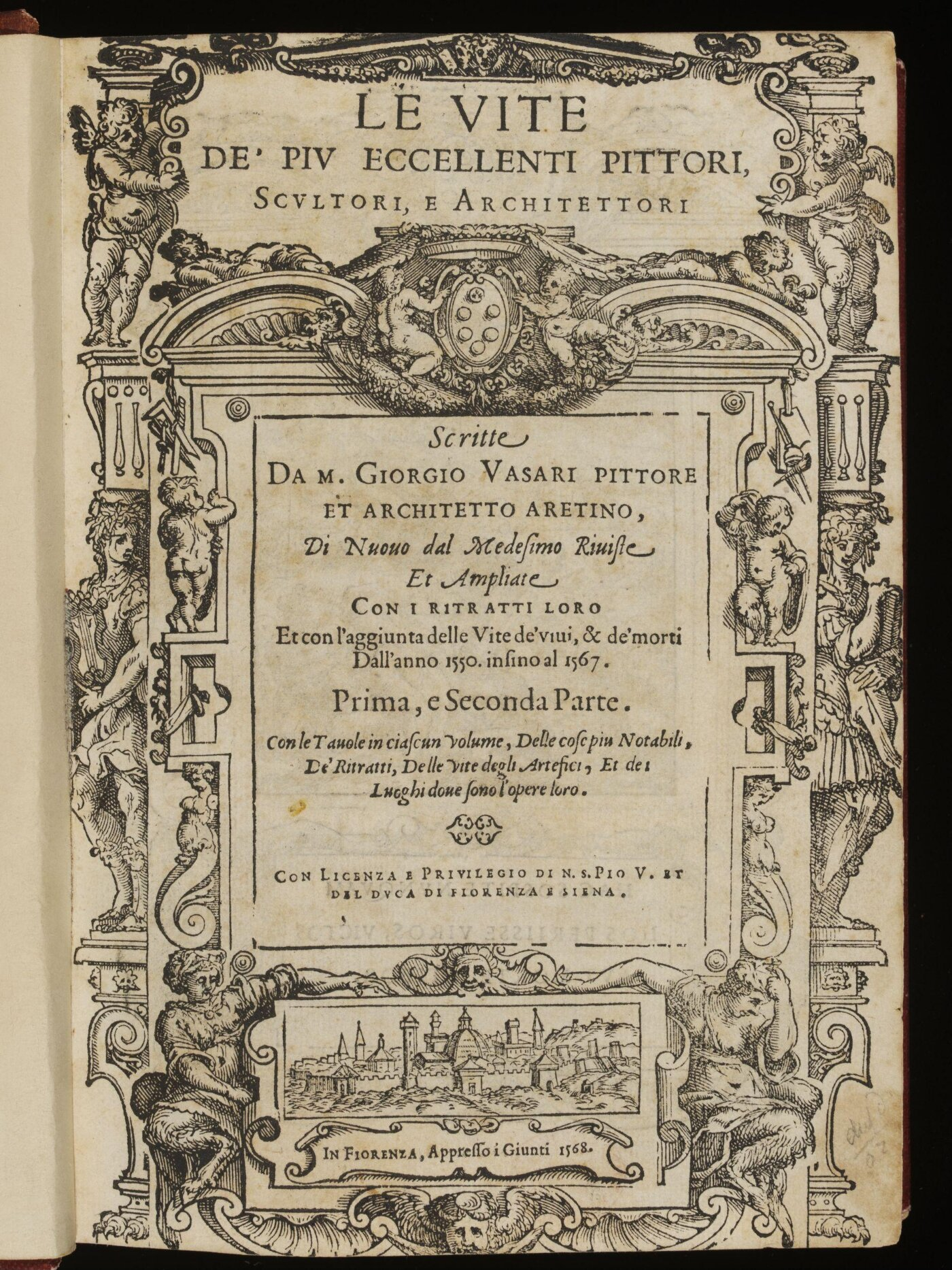
Okładka Żywotów najsławniejszych malarzy, rzeźbiarzy i architektów z 1568

Żywoty najsławniejszych malarzy, rzeźbiarzy i architektów (wł. Le vite de’ piú eccellenti pittori, scultori et architettori) – dzieło biograficzne autorstwa Giorgio Vasariego. W XVI wieku ukazały się dwa wydania: pierwsze w 1550 r., drugie w 1568 r.
Jest to pierwsza spisana historia sztuki włoskiej, przeznaczona dla szerokiego kręgu odbiorców. Spowodowała wzrost (od XVI wieku) publikacji literatury historycznej w Italii i poza nią. Według autora sztuka nowożytna doskonaliła się stopniowo, a jej rozwój przebiegał w sposób konsekwentny i jednokierunkowy. Podzielił on sztukę włoską od czasów twórczości Cimabue do czasów Michała Anioła na trzy okresy równe stuleciom. Wiek XIV (trecento) był dzieciństwem sztuki, wiek XV (quattrocento) – młodością, natomiast wiek XVI (cinquecento) stał się wiekiem jej dojrzałości.
Vasari upatrywał w historii rodzaj zbiorowego doświadczenia, pojmował historię jako część filozofii moralnej i jako część literatury pięknej.
Dwie redakcje „Żywotów” to dwie jakościowo różne całości należące do dwóch epok historycznych. Giorgio Vasari zaczął pracę nad drugą edycją książki następnego dnia po pogrzebie Michała Anioła w 1564 r. Historyk przekonany był, iż śmierć tego artysty zamknęła ważny etap w dziejach sztuki. Uzupełnił i skorygował biografię dodając dość obszerny opis uroczystości pogrzebowych.

## Najważniejsze tezy obu wydań Żywotów najsławniejszych malarzy, rzeźbiarzy i architektów
Pierwsze wydanie Vasari dedykował papieżowi. Akcentował też rolę Rzymu w kształtowaniu historii sztuki. Twierdził, że sztuka ma cel i sens, rozwija się na sposób logiczny.
Drugie wydanie zadedykował Medyceuszom. Akcentował rolę Florencji w kształtowaniu historii sztuki. Starał się ugruntować mit Florencji jako wielkiej i jedynej w swoim rodzaju ojczyzny sztuk, a Medyceuszy jako największych protektorów sztuki. Negatywnie osądzał środowisko rzymskie, argumentując to upadkiem obyczajów i jego dawnej świetności.

## Układ Żywotów
- Wstęp składa się z trzech części:
  - dedykacji (pierwsze wydanie dedykowane jest papieżowi, a drugie Medyceuszom)
  - wprowadzenia do trzech sztuk: malarstwa, rzeźby i architektury
  - wprowadzenia dotyczącego proporcji, zasad technicznych, estetycznych i zasad postępowania
- Właściwa część biografii artystów, podzielona na trzy okresy (każdy poprzedzony wstępem):
  - trecento
  - quattrocento
  - cinquecento

## Zawartość modelowego układu żywota artysty
Schemat optymalny, niemal nigdy w pełni nie wykorzystany przez Vasariego.
- wstęp – teza moralna, filozoficzna, polityczna itp.
- dane bibliograficzne
- dzieciństwo i wychowanie
- młodość i nauka u mistrzów
- kariera i ważniejsze wydarzenia z życia
- twórczość artystyczna, informacje o dziełach, opis ważniejszych dzieł i charakterystyka odkrycia jakiego dokonał
- charakter artysty, jego cechy osobowości i szczegóły fizyczne oraz ocena etyczna charakteru
- wypowiedzi artysty
- ostatnie chwile życia, śmierć, pogrzeb i nagrobek z inskrypcjami
- sądy współczesnych (niekiedy potomnych) o zmarłym
- uczniowie i kontynuacja dzieła mistrza
- epitafia literackie, konkluzje do tez postawionych we wstępie (tylko w pierwszym wydaniu)

W pierwszym wydaniu występują zasadniczo trzy elementy: informacja biograficzna, wykaz najważniejszych dzieł i ich opisy.
Istnieje tu zaledwie kilka rozwiniętych w pełni biografii: (Giotta, Brunelleschiego, Leonarda da Vinci, Rafaela Santi i Michała Anioła). Większość natomiast stanowi niewielkie noty informujące dokładniej o dwóch lub trzech dziełach szczególnie charakterystycznych, o pozostałych zaś jest jedynie ogólna wzmianka bez podawania tytułu i miejsca znajdowania się pracy.
W wydaniu drugim Vasariego interesowały wszystkie dane o artyście, które mogły wyjaśnić związek jego sztuki z jego osobowością. Jest to geneza portretu charakterologicznego. Vasari przyjął zasadę, że biografia nie jest pełną historią życia człowieka, ale wyborem najbardziej charakterystycznych momentów.
Występuje tu też już rozbudowany katalog dzieł. Vasari rozbudował liczbę i rozmiar biografii wielkich twórców i powiązał życiorysy mniej znaczących artystów w wieloosobowe grupy.

## Opisy
Vasari zastosował trzy grupy opisów pełniących funkcję informowania o dziele sztuki:
- opis bezpośredni (z autopsji)
- opis pośredni (na podstawie kopii i reprodukcji graficznych)
- opisy literackie

W pierwszej edycji książki ograniczał się do wzmiankowania opisu dzieła. W drugiej zaś rozbudował informację o danym dziele o takie elementy, jak: autor, miejsce, miejsce znajdowania się dzieła, data powstania, opis z elementami analizy dzieła. Opis zawierał najogólniejszą charakterystykę: temat, stosowność użytych środków wyrazu, elementy jego oceny. Większość opisów była jednak fragmentaryczna.
W drugim wydaniu wzrasta nie tylko liczba, ale też jakość opisów. Vasari żywił upodobanie do opisów rzeczy szczególnych, niezwykłych, które adresował bardziej do wyobraźni, niż pamięci.

## Cykliczny model rozwoju sztuki
Celem cyklicznego modelu rozwoju sztuki było przedstawienie i filozoficzna interpretacja dziejów sztuki włoskiej (od Cimabuego do Michała Anioła). Aspekt kontynuacji Vasari zaznaczył przez ukazanie wzajemnych związków pomiędzy uczniem a mistrzem. Najbardziej typowo zależność ta przedstawiona jest na początku dzieła: Cimabue a Giotto.
Vasariańska koncepcja cyklicznego rozwoju sztuki wynikła z obserwacji i przyjęcia założenia, że w sztuce można przyjąć pewien powtarzający się wzór jej rozwoju. Vasari zaobserwował jak następował rozwój sztuki w antyku i następnie przeniósł te obserwacje na sztukę renesansu. W swojej koncepcji dziejów sztuki nawiązywał do koncepcji starożytnych Greków, którzy widzieli jej rozwój w perspektywie cyklów rozwojowych.
Według Vasariego historia sztuki to dzieje jednego stylu, realizmu. Stąd historia sztuki jawiła się jako jednoliniowy rozwój, ujęty w formę „odrodzenia” doskonalonego w czasie. Vasari nie dopuszczał myśli o sztuce innej iż realistyczna. Stąd też proces nawarstwiania się tendencji realistycznych oznaczał rozkwit sztuki, ich zanikanie było symptomem jej obumierania. Pierwszy kryzys sztuki nastąpił w momencie nastania sztuki późnego cesarstwa rzymskiego. Nowy kryzys miał nastąpić dopiero po wyczerpaniu się wewnętrznej żywotności sztuki, ale także pod wpływem różnych czynników zewnętrznych.
W pierwszej edycji autor opisał cykliczny model rozwoju sztuki, stanowiący analogię do biologicznego cyklu rozwojowego, który ma się nigdy nie zakończyć. Składa się on z:
- okresu rozkwitu – sztuka antyku
- momentu upadku – upadek Rzymu, śmierć Justyniana
- okresu upadku – średniowiecze
- okresu odrodzenia – renesans: jego dzieciństwo przypada na 1250–1400, młodość 1400–1500, dojrzałość 1500–1550.

Według Vasariego największym osiągnięciem sztuki jest twórczość Michała Anioła, później następuje upadek.
W drugiej edycji Vasari zarzuca koncepcję cyklu rozwojowego, ponieważ sztuka Odrodzenia po śmierci Michała Anioła nie upada, lecz twórczość Michała Anioła jest kontynuowana przez jego uczniów i naśladowców. Linię rozwojową, której apogeum stanowi Michał Anioł kontynuują jego następcy. Zamiast abstrakcyjnego cyklu rozwojowego, w którym sztuki odradzają się, proponował koncepcję miasta wybranego, gdzie kolejno nastąpią „przypływy” i „odpływy”.

## Periodyzacja sztuki renesansu
- okres dziecięcy – XIV w. – trecento, najlepszym wyrazem jest sztuka Giotta
- okres młodzieńczy – XV w. – quattrocento, najlepszym wyrazem jest sztuka Masaccio, Donatella i Brunelleschiego
- okres dojrzały – XVI – cinquecento, najlepszym wyrazem jest sztuka Leonarda i Rafaela

Renesans rozwija się od stylu nienaturalnego (XIII w.) po realizm (Michał Anioł).
W pierwszym wydaniu Żywotów autor pisze, że cała historia sztuki renesansu była wyrazem podążania artystów do ideału, a sztuki do jej przeznaczenia. Twierdzi, że artysta kształtowany jest przez otoczenie, istotny wpływ ma charakter epoki w jakiej tworzy. Widzi zależność pomiędzy artystami (wpływ mistrza na ucznia, styl środowiska artystycznego np. szkoła, styl epoki).
Kulturalny rozkwit poszczególnych ośrodków upatruje Vasari w łańcuchowej reakcji: gdy w jednej prowincji pojawiają się wybitni artyści, to niemal natychmiast ożywiają się inne ośrodki. Wynika z tego, że wszelki poczynania ludzkie inspirowane są ideą rywalizacji. Ta teoria pozwala na wyjaśnienie źródła i mechanizmu artystycznego odrodzenia Florencji, którą Vasari opisuje w drugim wydaniu swojego dzieła. Florencja to miejsce uprzywilejowane przez naturę, to ziemia obiecana dla sztuki. Sprawiał to jej cudowny klimat, który sprzyja dojrzewaniu geniuszy oraz jej artystyczna atmosfera i mecenasi. Ilościową koncepcję „postępu” w ramach historii politycznej Florencji przekształca w teorię serii „przypływów” i „odpływów” o charakterze raczej jakościowym.
Sztuki żyją dzięki indywidualnym „vitru” artystów i mecenasów. Aby sztuka nie upadła muszą być spełnione trzy warunki: odpowiednie środowisko (ambicje twórcze), szczodrość mecenasa (zapotrzebowanie na sztukę), ciągłość tradycji (mistrzowie i ich szkoły). Ta teoria rywalizacji pomiędzy ośrodkami pozwoliła Vasariemu wyjaśnić źródła i mechanizm artystycznego odrodzenia Italii. Przedstawił nie tylko dzieje tego ostatniego „odwrotu”, ale przede wszystkim rozbudował florencką tradycje kulturalną o sztukę średniowiecza i etruską.

## Koncepcja historii sztuki jako historii artystów
Vasari pojmował historię jako relację o ludziach i ich działaniu. Twórczość artystyczna związana była z biografią artysty i jego środowiskiem. Dzieło traktuje jako twór określonego artysty, powstały na podstawie jego osobowości i posiadanego doświadczenia. Dzieło jest więc odzwierciedleniem jego wnętrza i nie może być traktowana w oderwaniu od niego. Istnieje ścisły związek między generalną tezą historyczną a historią szczegółową (we wstępie Vasari pokazuje tło historyczne, natomiast we właściwej biografii opisuje już historię szczegółową).
Kluczem do zrozumienia założeń Vasariego jest tekst Vipery „O pisaniu żywotów sławnych mężów”, w którym wyłożył sposób pisania biografii. Przedmiotem biografii według niego jest opis życia i działalność wybitnej jednostki, a celem – wyjaśnienie pobudek jego postępowania oraz wydobycie odpowiednich wniosków dla czytelnika. Interesowały go fakty, które obrazowały charakter danej osoby oraz jej postawę: zewnętrzne – związane z naturą i wewnętrzne – związane z rozumem człowieka, który jest w stanie zapanować nad naturalnymi zdolnościami. Marsilio Ficino popularyzował w czasie Odrodzenia tę tezę, twierdził ponadto, że twórcą dzieła doskonałego może być tylko człowiek szlachetny, gdyż dzieła sztuki jest zwierciadłem, gdzie odbija się osobowość artysty. Vasari pojmował tę tezę dwojako:
1. Artyści malowali zawsze swoje własne podobizny i portrety swych mistrzów i przyjaciół, gdyż w myśli estetyki il naturale twarze przedstawionych osób były portretami osób rzeczywistych
2. Wybór tematu, jego ujęcie, sposób prowadzenia ręki – odzwierciedlały charakter samego twórcy

Vasari wykazuje ścisły związek pomiędzy artystą a jego dziełem. Źródła stylu artysty należy szukać w jego biografii oraz opisie charakterologicznym. Dzieło sztuki jest odzwierciedleniem wnętrza artysty, a jego temperament warunkuje jego styl. Doskonałość dzieła uzależniona jest od: talentu, środowiska, biografii i pracy artysty nad sobą. Używa terminu „maniera”, czyli stylu zgodnego z naturą, np. twórczość Mantegny jest surowa i dostojna, w takim razie musiał on być szlachetny i powściągliwy. Z braku dokumentacji Vasari używał wizerunków XVI w. do opisu artystów XIII w., gdy zachodziła zbieżność charakterów.
Mając na uwadze przyjęty przez Vasariego postulat tzw. sprawiedliwości historycznej, tj. oceny według miejsca i czasu, który miał determinować dzieło w zamyśle, należy przyjąć, że historia sztuki powinna być rozpatrywana indywidualnie. Koncepcja ta zakłada brak porównań, sprawiając, że historia sztuki staje się automatycznie historią artystów.